# Keisha Lance Bottoms

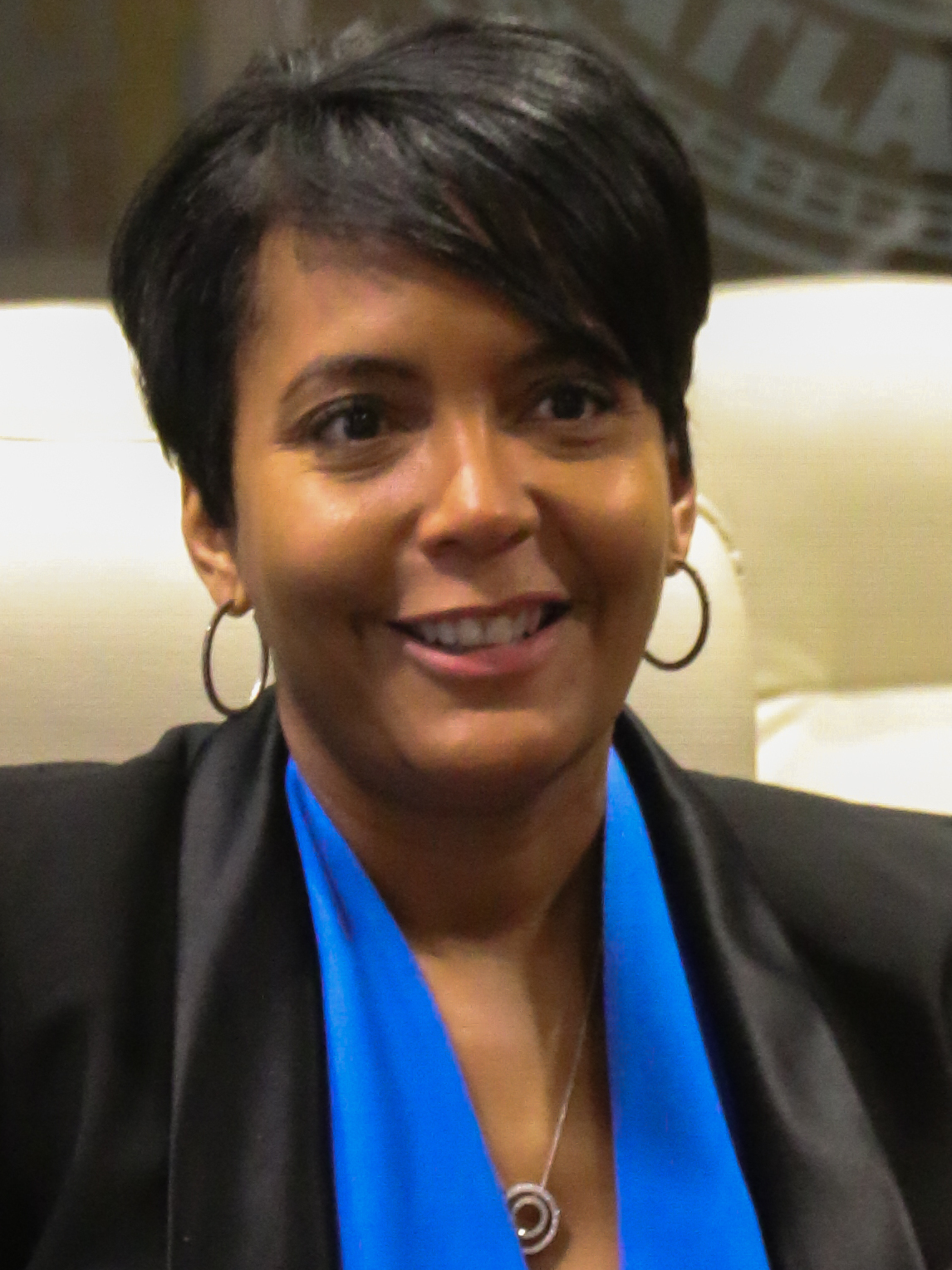
Keisha Lance Bottoms (2019)

Keisha Lance Bottoms (* 18. Januar 1970 in Atlanta, Georgia) ist eine US-amerikanische Politikerin der Demokratischen Partei und die 60. Bürgermeisterin der Stadt Atlanta im US-Bundesstaat Georgia.

## Leben
Keisha Lance Bottoms ist die Tochter von Sylvia Robinson und dem R&B-Musiker Major Lance (1939–1994). Sie hat die Frederick Douglass High School und die Florida A&M University erfolgreich abgeschlossen. Ihren Juris Doctor erhielt sie vom College of Law der Georgia State University.
Im Jahr 2017 wurde sie als Nachfolgerin von Kasim Reed zur Bürgermeisterin von Atlanta gewählt, nachdem sie zunächst 26 % der Stimmen erhalten hatte und bei der anschließenden Stichwahl 821 Stimmen mehr erhielt als ihre Stadtratskollegin Mary Norwood.
Während des Wahlkampfes um das Bürgermeisteramt wurde gegen Bottoms wegen mehrerer Pauschalzahlungen an Wahlkampfmitarbeitende in Höhe von insgesamt über 180.000 US-Dollar ermittelt, deren ordnungsgemäße Meldung angezweifelt wurde. Im Oktober 2017 zahlte sie freiwillig Kampagnenbeiträge in Höhe von 25.700 US-Dollar zurück, die sie von der PRAD Group erhalten hatte, einem Ingenieurunternehmen, dessen Büro zuvor vom FBI durchsucht worden war.
Am 4. November 2017 forderte sie den Attorney General von Georgia auf, in ihrem Namen gefälschte Robocalls zu untersuchen, die laut ihrer Kampagne mit rassistischen Untertönen beladen waren.
In ihrer Funktion als Bürgermeisterin von Atlanta erklärte sie als Reaktion auf die Einwanderungspolitik von US-Präsident Trump, Atlanta sei eine gastfreundliche Stadt, werde offen bleiben und alle willkommen heißen.
Im Juni 2019 kündigte Bottoms an, Joe Biden bei den Präsidentschaftsvorwahlen der Demokratischen Partei zu unterstützen. Im März 2020 nannte Politico sie als möglichen Running Mate Joe Bidens. Der Running Mate wird im Falle eines Wahlsiegs US-Vizepräsident.
Ende April 2020 kritisierte sie, Gouverneur Brian Kemp habe den Lockdown gegen die COVID-19-Pandemie in den Vereinigten Staaten zu früh beendet. Am 6. Juli 2020 gab sie bekannt, symptomlos an COVID-19 erkrankt zu sein.
Bottoms Amtszeit endete 2022. Ihr Nachfolger ist ihr Parteifreund Andre Dickens.
Keisha Lance Bottoms ist verheiratet mit Derek W. Bottoms. Das Ehepaar hat vier adoptierte Kinder (drei Jungen und ein Mädchen).